# Ahmet Karayildiz
Ahmet Karayildiz (n. 24 febriarie 1977), este un jucător de fotbal german de origine turcă care a evoluat la FC Brașov în turul sezonului 2005-2006 pe postul de atacant. A fost adus la Brașov de antrenorul de atunci al echipei Gigi Mulțescu, care a antrenat o serie de echipe din Turcia, printre care Samsunspor unde l-a și cunoscut pe acesta. Nu a stat la Brașov decât două luni și jumătate, făcându-și apariția în 5 meciuri. A fost nevoit să se întoarcă în Germania deoarece nu a putut obține actele necesare pentru a evolua în România.
Ahmet a început fotbalul la 5 ani la echipa de copii Sus Derne, iar în fotbalul profesionist a jucat la echipe ca Gaziantepspor și Samsunspor, trecând apoi la echipa a doua a celor de la Borussia Dortmund. Alte echipe germane la care a mai jucat sunt Lüner SV, SSV Hagen, Yurdumspor Köln sau Gurbet Spor Bergkamen.
Între timp Karayildiz a trecut la fotbalul de sală, fiind chiar antrenor-jucător la echipa germană Ay Yildiz Derne.